# Edificios Turri
Los edificios Turri es un conjunto de edificios residenciales ubicado en la comuna de Providencia, Santiago de Chile, específicamente en la vereda sur de Avenida Providencia –entre las avenidas Vicuña Mackenna y Bustamante– y frente a la Plaza Baquedano.

## Historia

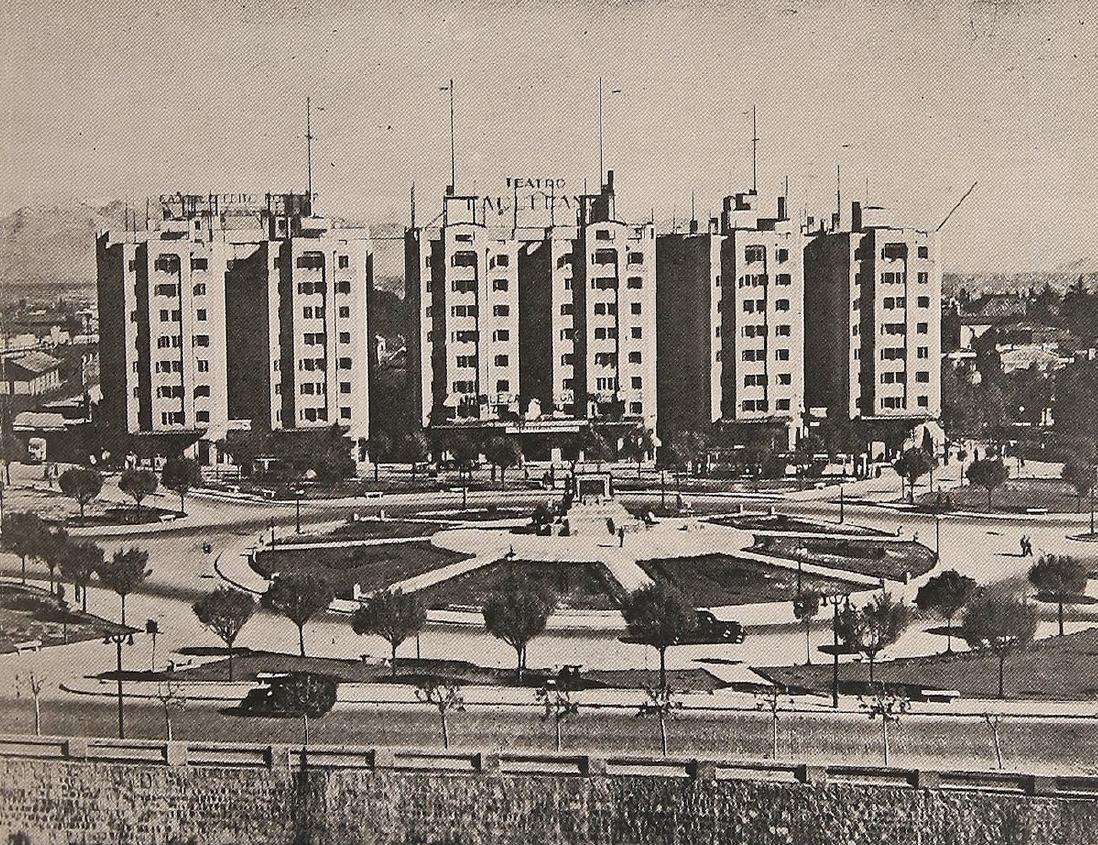
Edificios Turri en 1938. En dos azoteas se observan los letreros de la «Caja de Crédito Popular» y el «Teatro Baquedano».

Fueron diseñados por el arquitecto Guillermo Schneider, a petición del empresario Enrique Turri, y construidos en 1929 con fondos dados en préstamo por la Caja de Crédito Hipotecario. Han sido señalados como uno de los principales hitos arquitectónicos de Santiago en la década de 1920 y «los primeros edificios de altura de la ciudad».
El conjunto de tres edificios, de estilo art déco, se ubicó a un costado de la estación Providencia —que fue demolida en 1943 dando origen al Parque Bustamante— y frente a la rotonda Baquedano.
En el primer piso del edificio del centro se construyó un teatro («cine palacio») con capacidad para 2300 asistentes, que fue inaugurado en 1931 como Teatro Baquedano, y actualmente es el Teatro Universidad de Chile. El 31 de marzo de 1977 se inauguró a sus pies la estación Baquedano del Metro de Santiago.
Las construcciones han sido designadas Inmueble de conservación histórica por el Ministerio de Vivienda y Urbanismo.

## Galería de imágenes

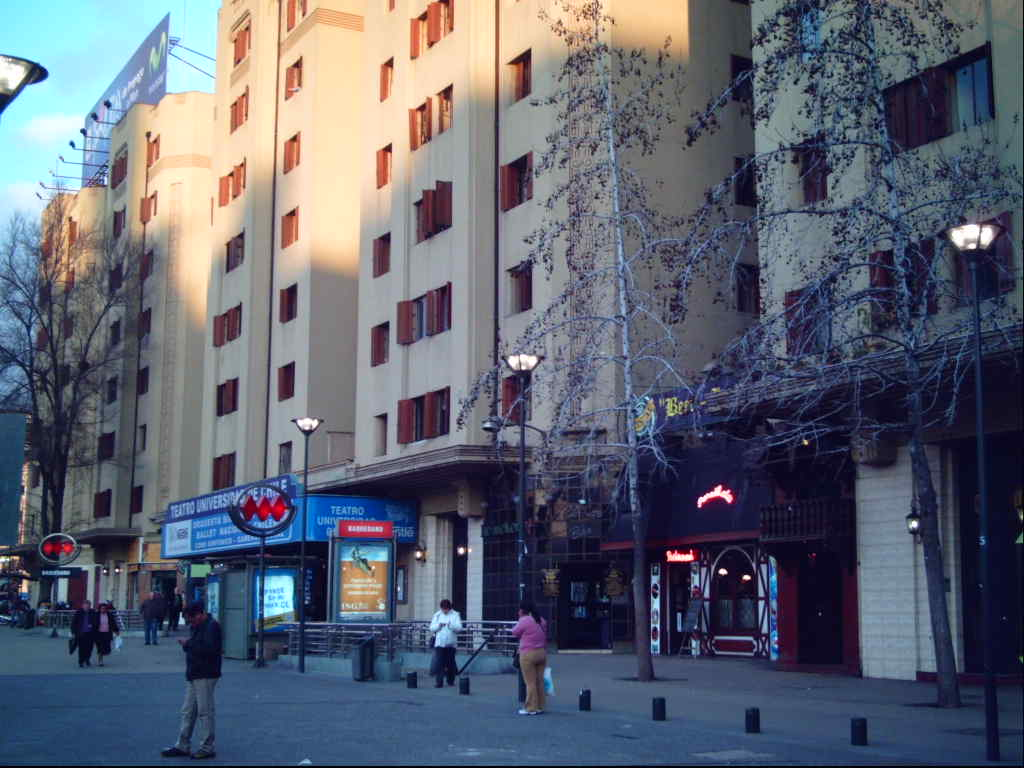
Locales comerciales en el primer piso de los edificios e ingreso a la estación Baquedano del Metro de Santiago.
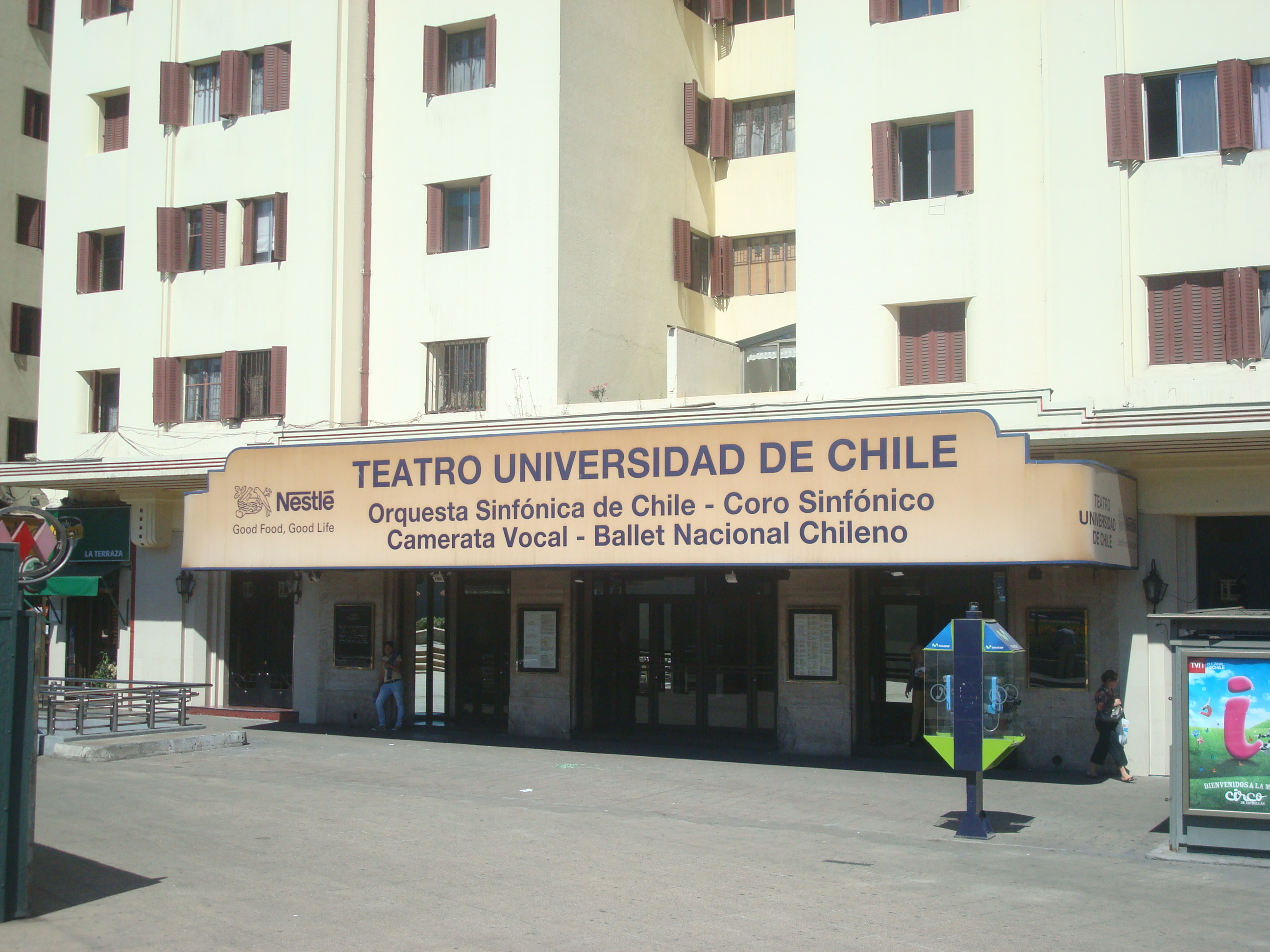
Entrada del Teatro Universidad de Chile.
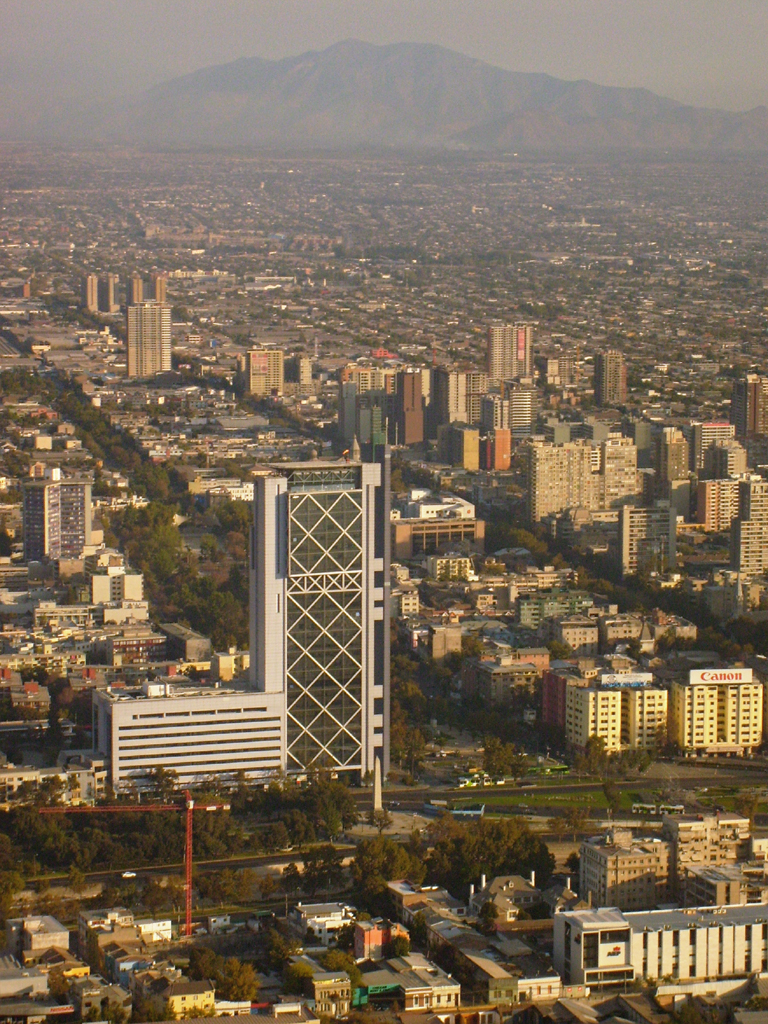
Edificios Turri a un costado de la Torre Telefónica, vistos desde el Cerro San Cristóbal.